# François-Jean Willemain d'Abancourt
Pour les articles homonymes, voir Abancourt.
François-Jean Willemain d'Abancourt, né le 22 juillet 1745 à Paris, où il est mort le 10 juin 1803,, est un homme de lettres et bibliophile français.

## Biographie
Willemain a écrit un grand nombre d’ouvrages, au nombre desquels on compte quelques poésie, des pièces de théâtre et des fables, insérées pour la plupart dans le Mercure (1777), des tragédies, des épitres et des essais dramatiques. On lui doit également une traduction en vers de la tragédie La Mort d'Adam, de Friedrich Gottlieb Klopstock.
Il est surtout connu pour la belle collection de pièces de théâtre qu’il avait formée, car il s’en procurait à tout prix toutes les édifions et les manuscrits. Il a aussi écrit sous le pseudonyme de « Léonard Gobemouche ».
Il a laissé sa correspondances avec Annabelle Degournay.